# Куделли, Прасковья Францевна
Прасковья Францевна Куделли (1859—1944) — деятель революционного движения в России; член РСДРП(б) с 1903 года.
Автор ряда работ по истории партии. Была награждена орденом Ленина.

## Биография
Родилась 14 октября (26 октября по новому стилю) 1859 года в городе Екатеринодаре в семье врача.
В 1878 году поступила на Высшие женские курсы (Бестужевские) в Петербурге, где впервые познакомилась с марксистским учением. Вместе с Н. К. Крупской преподавала в воскресной школе за Невской заставой, вела революционную пропаганду среди рабочих. Через Крупскую познакомилась с Лениным. С 1901 сотрудничала «Искрой». Вступив в 1903 году в партию большевиков, вскоре она стала членом Тульского комитета РСДРП(б) и стала делегатом Таммерфорсской партийной конференции. В годы первой русской революции была членом Петербургского комитета РСДРП(б), была участницей I Всероссийского женского съезда. В 1912 году являлась сотрудницей газеты «Правда». В 1914 году Прасковья Куделли стала одно из основателей журнала «Работница».
После Февральской революции, вернувшись в Петроград из ссылки, включилась в революционную работу, была агитатором Петербургского комитета РСДРП(б). В марте-апреле 1917 года сотрудничала с газетой «Известия Петроградского Совета рабочих и солдатских депутатов», с мая этого же года стала работать секретарем редакции «Правды». При участии Прасковьи Францевны возобновилось издание журнала «Работница», она вошла в состав его редакционной коллегии. В начале осени 1917 года возглавила культурно-просветительную комиссию Невской районной думы, затем была секретарём культурно-просветительной комиссии при Петербургском комитете партии.
П. Ф. Куделли была участницей Октябрьской революции. С 1922 года работала заведующая петроградским Истпартом, занималась научно-исследовательской деятельностью по истории партии. Была редактором журнала «Красная летопись», членом редколлегии журналов «Работница», «Работница и крестьянка». Являлась делегатом XVI и XVII съездов ВКП(б).
С 1933 года находилась на пенсии. В годы блокады Ленинграда во время Великой Отечественной войны находилась в городе.
Умерла 26 мая 1944 года в Ленинграде. Похоронена на Серафимовском кладбище.
На здании Бестужевских курсов установлена памятная доска (архитектор Торич Л. М.) следующего содержания:

«Здесь с 1885 г. по 1918 г. помещались Высшие женские (Бестужевские) курсы, на которых учились: Н. К. Крупская, А. И. Ульянова, О. И. Ульянова, К. Н. Самойлова, П. Ф. Куделли, Л. А. Фотиева и другие видные участницы революционного движения в России»